# Calitzdorp
Calitzdorp est une ville d'Afrique du Sud située sur la frange occidentale du désert du Karoo dans la province du Cap-Occidental. Elle se trouve sur la route 62 entre Ladismith et Oudtshoorn.  

## Démographie
Selon le recensement de 2011, et sans inclure le township de Bergsig, Calitzdorp compte 1 216 habitants à majorité coloured (58,5 %). Les blancs représentent 31,33 % des résidents et les noirs moins de 8 %. 
En incluant le township coloured de Bergsig, la population compte alors 4 284 habitants dont 85 % de coloured  .

## Géographie
Bordée à l'ouest par les montagnes du col de Huisrivier, Calitzdorp est située entre les monts Swartberg (au nord) et Rooiberge (au sud). La petite vile connait des conditions météorologiques extrêmes pour la région (neige, inondation, sécheresse).

## Historique

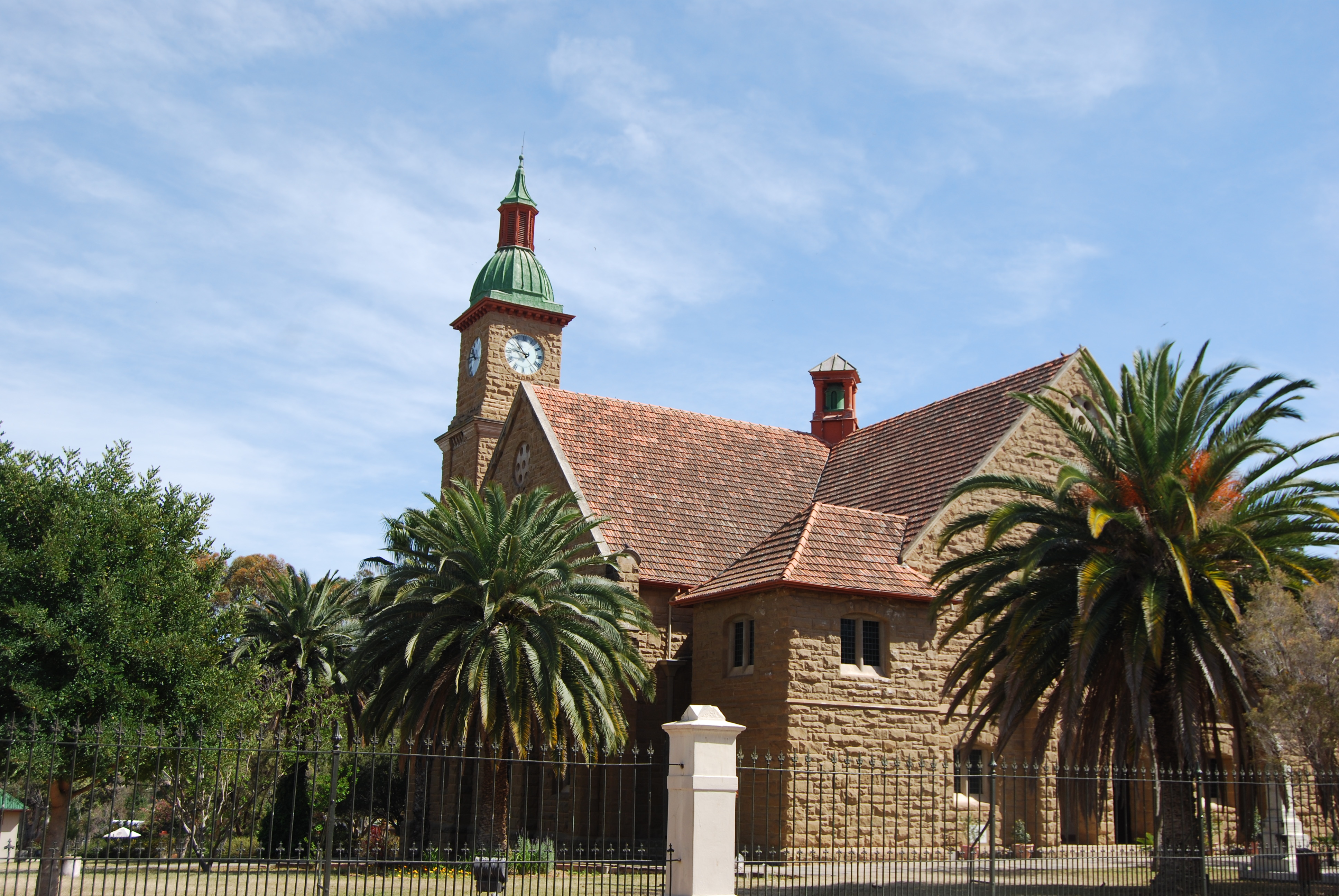
Église réformée hollandaise de Calitzdorp

Calitzdorp a été fondé sur les terres de la ferme de J.J. et M.C. Calitz, bâtie en 1831.
En 1924, le village est relié au chemin de fer et en 1937 est inaugurée une route goudronnée entre Calitzdorp et Oudtshoorn.